# Ultimate Custom Night
Ultimate Custom Night, também conhecido pela sigla UCN, é um jogo point-and-click de survival horror criado por Scott Cawthon. É o sétimo jogo da série Five Nights At Freddy's. O jogo foi lançado em 27 de junho de 2018 gratuitamente na Steam e no GameJolt. Originalmente ia ser uma DLC do Freddy Fazbear's Pizzeria Simulator, até o Scott decidir tornar a DLC um jogo separado.
O jogo é feito no programa de computador chamado Clickteam Fusion 2.5 assim como todos os jogos anteriores.

## Jogabilidade
O jogo permite ao jogador escolher entre 50 personagens de todos os seis jogos principais de Five Nights at Freddy's e FNaF World, e defina seus níveis de dificuldade para a noite de um mínimo de "0" a um máximo de "20". Durante a noite, o jogador deve acompanhar várias mecânicas, como portas, sistemas de ventilação e sistemas de dutos de ar para evitar ser atacado pelos animatrônicos. O jogador pode ganhar "Faz-Coins" para comprar power-ups, pelúcias para parar certos animatrônicos e uma "Moeda da Morte" para eliminar um animatrônico da escolha do jogador da noite atual. O jogador também pode selecionar a configuração do escritório, escolher power-ups que possam ajudá-lo durante a noite e selecionar 16 desafios disponíveis para ele. O objetivo é sobreviver das 12h às 6h, com cada hora de jogo com duração de 45 segundos.

## Enredo
Embora o jogo pareça não ser canônico para a franquia, muitos elementos do jogo sugerem que ele é realmente parte da linha do tempo da série, ocorrendo após a edição anterior. Depois que o jogador morre por certos personagens, eles falam certas falas que sugerem que o personagem do jogador é na verdade William Afton, que foi morto em um incêndio no final do sexto jogo e sua alma agora está presa em um purgatório-como estado, torturado por vários animatrônicos como consequências de suas ações. Alguns dos antagonistas falantes mencionam uma entidade desconhecida, referida como "aquele que você não deveria ter matado", que se acredita ficar com Afton para torturá-lo. A entidade é amplamente considerada o espírito que vive dentro de Golden Freddy porque, depois de desbloquear todas as cenas de intervalo, uma cena de Golden Freddy, se contorcendo e cercada pela escuridão, é mostrada. Uma tela rara também mostra um rosto obscurecido de uma criança pequena e sorridente que se acredita ser o "espírito vingativo". Durante a noite, se Old Man Consequences estiver definido como "1" e todos os outros personagens estiverem inativos, então, depois de pegar um peixe, uma cena de FNaF World será mostrado, com Old Man Consequences conversando com um sprite urso (possivelmente Golden Freddy), dizendo-lhe para deixar o "demônio" (Afton) para seus próprios demônios e para o sprite urso descansar sua própria alma. Está implícito que os espíritos das outras crianças já seguiram em frente, mas Golden Freddy se recusa a fazê-lo.
No entanto, a série de romances antológicos Fazbear Frights implica que o jogo é na verdade o pesadelo repetido de Afton, e não o inferno ou o purgatório. Isso vem do quinto livro, Bunny Call, que tem uma história chamada "The Man in Room 1280", onde um homem queimado é mantido vivo por uma criança das sombras, apesar do fato de que ele deveria estar morto e sofrer pesadelos. No livro seguinte, Blackbird, o epílogo confirma que o homem é na verdade William Afton. Embora nunca tenha sido confirmado se a série Fazbear Frights é canônica ou não, Cawthon confirmou que deveria revelar mistérios dos jogos anteriores.

## Desenvolvimento
Em fevereiro de 2018, após o lançamento do Freddy Fazbear's Pizzaria Simulator, Scott Cawthon anunciou em um post da Steam que ele estava querendo fazer parcerias com grandes empresas, para fazer futuros jogos AAA de fnaf. Em uma versão editada da mesma postagem, ele acrescentou que ele começaria o desenvolvimento um novo jogo chamado  "Ultimate Custom Night", que, como revelou em seu post, teria mais de 50 personagens de todos os jogos da série Five Nights At Freddy's, para atacar o jogador. O lançamento de Ultimate Custom Night foi previsto para 8 de agosto. No entanto, em um post no dia 30 de Maio, ele anunciou a possível data de lançamento para 5 de julho . Em 9 de junho, na página foi revelado mais uma vez um lançamento previsto para o dia 29 de junho de 2018. E então pela última vez, em um post feito na Steam em 22 de junho, Scott revelou que ele estava indo liberar o jogo mais cedo no mesmo dia, pois ele tinha prometido ao YouTuber Dawko de que ele não iria liberar o jogo antes do mesmo voltar de suas férias no dia 27 de junho. Na versão final, 59 personagens da franquia foram incluídos, com alguns aparecendo sem a escolha do jogador. Destes nove extras, Dee Dee de FNaF World , tem a capacidade de gerar aleatoriamente e convocar um personagem que não está ativo no momento ou um dos seis que estão indisponíveis para o jogador, com uma nova forma dela chamada XOR sendo capaz de convocar todos os seis extras. Um easter egg envolvendo o uso da Death Coin em Golden Freddy quando ele é o único personagem ativo em uma noite e a dificuldade "1" desencadeia um jumpscare de Fredbear, a encarnação anterior de Golden Freddy que anteriormente só aparecia em minijogos.

## Recepção
Rock Paper Shotgun considerou o jogo "uma bagunça intrigante", com a PC Gamer chamando-o de "uma visão elegante e personalizável da fórmula clássica de terror de sobrevivência". Lawod explicou que eles acharam o jogo divertido com as palavras “com cinquenta personagens, FNaF Custom Night oferece muita diversão para seus jogadores”.